# Monkey D. Luffy
Monkey D. Luffy (モンキーディールフィー, Monkī Dī Rufi; também conhecido como Luffy do Chapéu de Palha), é um personagem fictício e o protagonista da franquia One Piece criada por Eiichiro Oda. Ele é apresentado como um jovem cujo corpo ganha as propriedades de borracha após ter comido a Gomu-Gomu no Mi, uma das várias frutas amaldiçoadas conhecidas como Akuma no Mi ou Frutas do Diabo. Em busca de seu sonho de ser o Rei dos Piratas, Luffy navega pelo mundo procurando o lendário tesouro One Piece que foi deixado por Gol D. Roger, o antigo Rei dos Piratas. Alegre e aventureiro, Luffy cria seu próprio bando chamado os Piratas do Chapéu de Palha e eles são constantemente antagonizados pela marinha do Governo Mundial. Em batalha, Luffy usa a elasticidade de seu corpo para se esticar e lutar.
Um protótipo de Luffy apareceu pela primeira vez no one-shot Romance Dawn lançado por Eiichiro Oda em 1996 enquanto ele ainda era um assistente de outros mangakás. O personagem foi refinado e reutilizado para o mangá de One Piece um ano depois e então adaptado para anime, consequentemente aparecendo em seus filmes, OVAs e especiais de TV. Com as crescentes vendas e popularidade do mangá, bem como sua longevidade, Luffy se tornou um ícone da cultura otaku e um dos personagens mais famosos de anime. Além de produtos licenciados da série, ele já foi destaque de inúmeras mídias e formas de arte diferentes e participou de crossovers com vários personagens de outras franquias. Conforme One Piece se tornou o mangá mais vendido da história, a fama de Luffy também foi celebrada pelo mundo. Mesmo com anos de publicação, Luffy se mantém o personagem mais popular de sua obra.

## Criação e concepção
Eiichiro Oda se inspirou em Dragon Ball de Akira Toriyama quando começou a escrever sua obra. De acordo com ele, Luffy foi pensado como tendo a "masculinidade" dos personagens de Dragon Ball. Oda procurava criar um personagem para um "mundo de homens" já que, segundo o próprio autor, Dragon Ball já havia feito todas as coisas que deixariam uma criança feliz. Luffy fez sua estreia no one-shot Romance Dawn durante um mostruário de novos artistas realizado pela revista Weekly Shōnen Jump. Apesar de fisicamente similar à versão final do personagem, aqui Luffy era muito mais esperto e não dava nomes aos seus ataques. Pouco tempo depois a história foi relançada sobe o título de Romance Dawn, version 2 na própria Shōnen Jump. Uma diferença notável é que Luffy receberia sua fruta e seu chapéu do seu avô ao invés do personagem Shanks como foi determinado na publicação final. Depois disso foi feito o primeiro capítulo de One Piece em si, trazendo uma das últimas mudanças feitas em seu design: a cicatriz embaixo de seu olho esquerdo.
Enquanto trabalhava no maneirismo e personalidade do personagem, Oda decidiu que poderes de borracha permitiriam que Luffy sempre pudesse entrar em situações ridículas e engraçadas não importando o quão sério o enredo estivesse. O autor também o fez ser franco e simplista em relação aquilo que quer e, por conta disso, dentre os personagens principais Luffy é aquele que menos possui balões de pensamentos. Quando questionado por um fã sobre a escolha de Luffy de não matar seus oponentes, Oda explicou que não se trata de uma questão de moralidade mas sim que fazer os vilões ficarem vivos para verem seus sonhos serem arruinados é uma punição maior do que a morte. Sobre sua etinia, Oda revelou que caso One Piece se passasse no mundo real ele imagina Luffy como brasileiro.

## Características do personagem

### Aparência
Luffy é mais reconhecido por seu chapéu de palha que lhe foi dado por Shanks, um grande pirata a quem ele admira desde criança. A cicatriz embaixo de seu olho esquerdo foi feita por ele mesmo usando uma faca para provar sua bravura a Shanks e sua tripulação, os Piratas do Ruivo. Ele quase sempre veste uma regata vermelha de botões, short jeans e chinelos, com pequenas alterações em certos arcos da história. Após um salto no tempo de dois anos na narrativa, Luffy deixa sua camisa desabotoada revelando uma grande cicatriz em formato de X no seu torso que ele recebeu após um ataque do almirante Akainu. Ele também passa a usar uma faixa amarela na cintura. Em entrevista, Eiichiro Oda revelou que a cor primária de Luffy e todo seu material promocional é vermelho.

### Personalidade
Luffy é retratado como um garoto relaxado, despreocupado e alegre. Ele tem um grande apetite, traço comum em protagonistas de mangás shōnen. Otimista e de bom coração, Luffy não é muito inteligente mas também não tão estúpido quanto outros pensam ao vê-lo. Ele cresceu em pobreza e assim tem certa raiva de nobres que abusam de sua posição. Ao mesmo tempo, é muito carismático e determinado. Luffy entende que se tornar o Rei dos Piratas é uma tarefa árdua e está disposto a dar sua vida por isso. Para ele, ser o Rei dos Piratas é ser o homem mais livre do mundo. Apesar de ajudar muitas pessoas e reinos em sua aventura, Luffy não gosta de ser visto como um herói por conta das implicações e obrigações que isso traria. Contudo, ele sempre atrai aliados para perto de si. Sua capacidade de fazer com que os outros queiram ajudá-lo é descrita por Mihawk como a habilidade mais formidável dos mares.
Outro destaque de Luffy é seu papel como capitão. No início do mangá ele diz que gostaria de recrutar por volta de dez pessoas cada uma com uma competência que ele julga necessária para sua tripulação, como navegador, médico ou cozinheiro. Apesar de inconsequente e agir sem pensar na retaliação de seus inimigos, o que costuma por sua tripulação em perigo, ele procura sempre ficar mais forte para protegê-los. Luffy sabe que não chegaria a lugar nenhum sem seus companheiros e faz de tudo para mantê-los a salvo, bem como fazê-los realizar seus sonhos pessoais.
Um tema abordado em One Piece é a vontade herdada, desejos que são passados de pessoa em pessoa. Luffy herdou a vontade de Gol D. Roger e está decidido a sucedê-lo como o Rei dos Piratas. Muitos personagens que conheceram Roger comentam ao longo da história sobre as semelhanças entre ele e Luffy. Assim como Roger, Luffy carrega um "D." em seu nome e assim faz parte do mistério chamado "Vontade dos D." onde é dito que todo indivíduo com esse sobrenome trará mudanças ao mundo.

### Poderes e habilidades

#### Akuma no Mi

Luffy demonstrando sua elasticidade com seu golpe mais básico, o soco Gomu-Gomu no Pistol

A forma primária de combate usada por Luffy é a elasticidade que recebeu ao comer a Gomu-Gomu no Mi e se tornar um homem de borracha. Ele consegue esticar e deformar seu corpo de várias maneiras para atacar e nomeia cada um de seus golpes. No arco de Wano é revelado que o nome original da fruta é Hito-Hito no Mi: Modelo Nika, que dá ao usuário as propriedades da divindade Nika; em outras palavras, um corpo de borracha. Ele é imune a eletricidade e a maioria dos golpes que utilizam força bruta. Sua resistência é uma das mais altas da série graças as propriedades de seu corpo. Assim como outros usuários de Akuma no Mi, Luffy é amaldiçoado a não conseguir nadar; ele afunda caso entre no mar. Caso seja submerso em água ou entre em contato com o mineral Kairōseki, descrito como o mar em forma sólida, ele é enfraquecido e começa a ficar imóvel. Graças à sua fruta e a anos de treinamento, Luffy tem superforça, agilidade, reflexos e estamina. Após ser envenenado por Magellan e sobreviver, ele também desenvolveu uma maior resistência a venenos e toxinas.

#### Gears e Haki
Para melhorar suas condições de luta Luffy criou técnicas que alteram seu corpo e melhoram seus atributos físicos, as chamadas Gears (ou Marchas nas traduções do anime no Brasil). A Gear Second (ギア2セカンド, Gia Sekando) faz com que seu sangue seja bombeado mais rápido para aumentar sua velocidade e força, provocando também um tom vermelho claro na pele de Luffy e vapor saindo dela. Inicialmente era um risco para sua saúde, mas ele aprende a controlar melhor. A Gear Third (ギア3サード, Gia Sādo) aumenta partes do seu corpo à proporções gigantescas ao enchê-las de ar com o custo de fazer com que Luffy murche após seu uso. Futuramente ele também supera essa fraqueza.
Eventualmente Luffy descobre Haki, o poder espiritual interno de todos os seres vivos e ele consegue manifestá-lo em suas três formas. O Haki de Armamento (武装色の覇気, Busōshoku no Haki) forma uma armadura em torno de si que aumenta seu ataque e defesa além de negar o efeito das Akuma no Mi, permitindo a Luffy contra-atacar certos adversários. Em sua forma avançada o Haki de Armamento pode ser disparado e causar danos internos em seu alvo. O Haki de Observação (見聞色の覇気, Kenbunshoku no Haki) é um sexto sentido que pode detectar a presença, emoções e movimentos de outros seres. Em sua forma avançada o Haki de Observação permite a Luffy ver alguns segundos no futuro. A última e mais rara forma é o Haki do Conquistador (覇王色の覇気, Haōshoku no Haki) que emana a própria força de vontade do usuário sobre os outros fazendo com que aqueles de mente fraca desmaiem. Essa forma de Haki não pode ser adquirida por treino e poucas pessoas nascem com ela. É dito que aqueles que a tem são qualificados para se tornarem reis e certamente serão figuras importantes no mundo. Em sua forma avançada, o Haki do Conquistador é infundido aos ataques de forma que eles acertam sem precisar fazer contato.
Luffy desenvolve seu Gear Forth (ギア4フォース, Gia Fōsu) após aprender a utilizar Haki. Ele infla seu corpo ao limite e o cobre de Haki do Armamento para ampliar a rigidez da borracha e até consegue se propulsionar pelo ar. A Gear Forth pode assumir três formas diferentes: Homem Elástico é a mais equilibrada, Homem Tanque é focado em defesa, e Homem Cobra é focado em velocidade. Após despertar o poder total de sua fruta, Luffy assume uma nova forma de cores brancas capaz de afetar e transformar ainda mais seu corpo e também os seus arredores, incluindo outras pessoas. Ele chama essa forma de Gear Fifth (ギア5, Gia Fifusu). Uma outra habilidade que Luffy possui é a "Voz de Todas as Coisas" que o permite entender a língua dos animais. Esse poder ainda é dormente em Luffy e aparece de forma espontânea.

## História
A primeira parte de One Piece se passa na metade dos mares da Grand Line chamada Paraíso por serem muito mais tranquilos e com mais influência da Marinha. Já a segunda parte ocorre no chamado Novo Mundo, onde residem os piratas mais fortes de todos.

### Paraíso
Luffy é introduzido como uma criança da Vila Foosha no Reino de Goa, no qual admira o pirata Shanks o Ruivo e planeja se tornar um também, comendo espontaneamente a Gomu-Gomu no Mi (ゴムゴムの実, em português, Fruta da Borracha), cuja fruta Shanks e sua tripulação conseguiram, e assim adquire seus poderes de borracha. No mesmo dia Luffy se envolve em um acidente com outros piratas que acaba com Shanks perdendo um braço para salvá-lo de um monstro marinho da raça Rei dos Mares. A partir daquele momento, ele decide que será o Rei dos Piratas e Shanks lhe entrega seu chapéu de palha, prometendo a Luffy que o devolveria assim que se tornasse um grande pirata. Nunca tendo conhecido o pai, Luffy é levado por seu avô Garp para viver com uma amiga chamada Curly Dadan. Sobe os cuidados dela, ele conhece Ace e Sabo e os três se declaram irmãos. Sabo é aparentemente morto por um nobre, evento que desperta Luffy e Ace para os perigos do mundo. Os dois então começam seu treinamento para navegarem no futuro.
Dez anos depois, Luffy deixa sua ilha e começa a formar sua tripulação para procurar o tesouro One Piece e se tornar Rei dos Piratas. Navegando pelo mar East Blue ele recruta o espadachim Roronoa Zoro, a navegadora Nami, o atirador Usopp e o chefe culinário Sanji. Ao mesmo tempo ele enfrenta outros piratas como Buggy o palhaço, Kuro, Don Krieg e o homem-peixe Arlong, se tornando assim o homem mais procurado do East Blue e um alvo da marinha, especialmente do capitão Smoker. Os recém formados Piratas do Chapéu de Palha então zarpam em seu navio Going Merry para os mares da Grand Line a fim de darem uma volta ao mundo e chegarem na última ilha onde supostamente está o One Piece. Eles logo conhecem a princesa Nefertari Vivi do reino de Alabasta que está sendo aterrorizado pela organização criminosa Baroque Works e seu líder Sir Crocodile, um dos sete piratas que tem alianças com o Governo Mundial chamados de Shichibukais (七武海, em português, Os Sete Corsários). Eles concordam em ajudá-la a tomar sua terra de volta mas no caminho param na Ilha de Drum quando Nami fica doente. Ela é tratada e o médico rena Tony Tony Chopper se junta à tripulação. Chegando em Alabasta o bando encontra Ace e descobre que ele se tornou um pirata do Barba Branca e está caçando um antigo companheiro, o Barba Negra. Ace convida Luffy a se juntar a ele mas o pedido é recusado. Após Luffy finalmente derrotar Crocodile, o Governo Mundial esconde o fato de que um reino foi salvo por piratas. Ele depois permite que a arqueóloga Nico Robin, uma antiga subordinada de Crocodile, entre para os Chapéus de Palha. Com a ajuda dela e encorajado por Barba Negra (sem que ele revele sua identidade), Luffy decidi se aventurar em uma ilha no céu chamada Skypiea. Lá ele se vê no meio de uma guerra territorial entre os dois povos locais e por fim encerra o conflito ao derrotar Enel, o autointitulado deus da ilha do céu.
De volta ao mar, Luffy percebe que o Going Merry está muito danificado e procura reparo na cidade dos carpinteiros Water 7. Ele recebe a notícia de que não há como consertar seu navio e decide que é hora de arrumar um novo, decisão que o coloca em discordância com Usopp. Os dois lutam e Usopp sai da tripulação para permanecer com o Merry. Ao mesmo tempo, Luffy entra em conflito com o carpinteiro ciborgue Franky por ele ter roubado dinheiro dos Chapéus de Palha. Robin subitamente também deixa o bando e foge com a Cipher Pol N° 9, o grupo secreto de assassinos do Governo Mundial. É revelado que ela vem sendo caçada pelo governo desde pequena e deixou seus companheiros para trás para que não fossem perseguidos pelos assassinos. Luffy e seu bando a perseguem até Enies Lobby, o centro judiciário do governo, onde enfrentam a CP9 e a resgatam. Franky resolve suas diferenças com Luffy e entra para a tripulação, Usopp faz o mesmo para retornar. Antes que deixassem Water 7 o grupo é visitado pelo vice-almirante Garp. Ele conta para Luffy que Shanks e Barba Branca são dois dos quatro Yonko (四皇, em português, Os Quatro Imperadores), os piratas mais fortes na segunda metade da Grand Line, e que seu pai é líder do Exército Revolucionário que busca derrubar o Governo Mundial. Franky constrói um novo navio, o Thousand Sunny, e o grupo zarpa em rumo ao Arquipélago de Sabaody onde terminariam de navegar pela primeira metade da Grand Line.
No caminho eles se deparam com outro Shichibukai, o sombrio Gecko Moria, e conseguem derrotá-lo com a ajuda do músico esqueleto Brook, que também se junta ao bando a pedido do capitão. Chegando em Sabaody os Chapéus de Palha conhecem Silvers Rayleigh, o imediato da tripulação de Roger, e ele se propõem a revestir o Sunny para que o grupo possa continuar sua jornada passando pela submarina Ilha dos Homens-Peixe. Entretanto, Luffy ataca um Nobre Mundial após vê-lo quase matar um habitante local e é interceptado pelo almirante Kizaru e o Shichibukai Bartholomew Kuma. O bando é derrotado por Kizaru e mandado por Kuma para diferentes partes do mundo. Luffy cai na ilha das mulheres Amazon Lily onde a rainha Shichibukai Boa Hancock se apaixona por ele. Lá ele também descobre que seu irmão Ace foi entregue à marinha e se encontra encarcerado na prisão subterrânea Impel Down. Hancock ajuda Luffy a invadir Impel Down e ele revira o lugar após reencontrar antigos inimigos e fazer novos aliados como o Shichibukai Jinbe e alguns membros do Exército Revolucionário. Ace é transportado para sua execução no quartel general Marineford e Luffy vai atrás dele levando os outros prisioneiros consigo. Em Marineford eclode uma guerra quando Barba Branca e suas tropas surgem para resgatar Ace, mas no final Ace se sacrifica para salvar Luffy do almirante Akainu. Luffy é levado embora pelo capitão Trafalgar Law que observava o conflito de longe e depois consegue superar sua tristeza graças a Jinbe. Ele retorna a Marineford para enviar uma mensagem secreta à sua tripulação dizendo que se reencontrassem em Sabaody após dois anos e começa um treinamento com Rayleigh para se tornar mais forte.

### Novo Mundo
Os Chapéus de Palha se reúnem após dois anos de treinamento e chegam à Ilha dos Homens-Peixe. Lá eles ajudam Jinbe e a princesa Shirahoshi no confronto contra o supremacista Hody Jones e Luffy apazigua o cenário de tensão racial entre humanos e homens-peixe. Ele convida Jinbe a se unir ao seu grupo, mas este recusa por agora, prometendo que um dia o seguirá. Enquanto capangas da Yonko conhecida como Big Mom rondavam a ilha para cobrar tributos, Luffy os expulsa e declara que o território agora está sobe sua proteção. Logo em seguida ele deixa o local, emergindo ao lado da ilha Punk Hazard e decide visitá-la após receber um pedido de socorro. Parte da tripulação é capturada pelo cientista Caesar Clown, um subordinado do Shichibukai Donquixote Doflamingo que por sua vez serve o Yonko Kaido. Luffy se encontra com Trafalgar Law e juntos formam uma aliança para derrubar Kaido. Eles sequestram Caesar e partem para Dressrosa, o reino de Doflamingo. Antes de deixarem Punk Hazard o grupo ainda faz amizade com samurais do país de Wano. Perto de Dressrosa, Law usa Caesar para chantagear Doflamingo a abandonar seu posto de Shichibukai enquanto Luffy participa de um torneio para ganhar a Akuma no Mi que pertencia a Ace. Ele descobre que seu outro irmão Sabo na verdade está vivo e é parte do Exército Revolucionário. Os dois trabalham juntos e Sabo conquista a fruta de Ace. Os Chapéus de Palha são obrigados a se separar por conta de um súbito ataque dos piratas de Big Mom e parte deles foge para Zou. Enquanto isso, Doflamingo engana a todos e começa a destruir o reino inteiro para que ninguém escape, mas Luffy o derrota com a ajuda de outros lutadores do torneio e da própria Dressrosa. Após presenciarem tal vitória, sete piratas e suas tripulações juram sua lealdade a Luffy formando a Grande Frota do Chapéu de Palha.
Luffy navega para Zou onde conhece a tribo Mink de animais humanóides. Eles o ensinam que as quatro pedras Road Poneglyphs possuem as coordenadas para se chegar na última ilha onde está o One Piece e dois desses Poneglyphs se encontram com Big Mom e Kaido enquanto um terceiro estava com os Minks. Nami conta a Luffy que, antes que ele chegasse em Zou, os piratas de Big Mom sequestraram Sanji. Metade dos Chapéus de Palha vão para Wano procurar o Road Poneglyph de Kaido enquanto Luffy comanda a outra metade para pegar o que está com Big Mom e trazer Sanji de volta. Os Minks e os samurais se juntam à aliança de Luffy e Law para futuramente derrubar Kaido. Indo para a ilha Whole Cake, a casa de Big Mom, Luffy descobre que Sanji está sendo obrigado a se casar com uma das filhas dela para unir suas famílias. É revelado que o casamento é uma armação e Big Mom planejava pegar a tecnologia da família de Sanji e depois matá-los. Os Chapéus de Palha conseguem fazer uma cópia do Road Poneglyph, libertam Sanji e começam a evacuar a ilha após uma tentativa malsucedida de assassinar Big Mom. Jinbe chega e finalmente cumpre sua promessa com Luffy, se tornando membro da tripulação. Contudo, ambos ficam para trás enfrentando as forças inimigas enquanto seus companheiros fogem. Luffy enfrenta Katakuri, o filho e guerreiro mais forte de Big Mom, derrotando-o após uma árdua batalha. Sua vitória contra Katakuri faz com que Luffy receba atenção mundial e seja proclamado o "Quinto Yonko".
Luffy e seu grupo navegam para Wano a fim de derrotar Kaido e libertar o país dos samurais. Os Chapéus de Palha se reúnem mas Luffy desafia Kaido antes que pudessem bolar um plano e acaba sendo jogado na prisão. Enquanto seus companheiros seguem recrutando mais aliados do lado de fora, Luffy começa uma rebelião fazendo com que os prisioneiros se juntem a ele em sua causa. As forças aliadas se agrupam enquanto Kaido e o shogun Orochi se unem a Big Mom. Em uma noite de festival, Luffy e os outros começam seu ataque onde ele, ao lado de Zoro, Law, Eustass Kid e Killer, enfrenta Kaido e Big Mom mais uma vez.

## Aparições em outras mídias
Além do anime e mangá, Luffy protagoniza diversos outros produtos midiáticos de One Piece, tais como os filmes e especiais de TV da franquia. Alguns desses filmes, como Strong World e Z, foram feitos para tentar se encaixar na cronologia da série e assim foram supervisionados ou até escritos pelo próprio Eiichiro Oda. Ainda no meio televisivo, Luffy apareceu em vários crossovers com outras séries, como Dream 9 que reuniu personagens de One Piece, Dragon Ball e Toriko. Ele é uma figura recorrente em quadros e programas da Fuji TV. Em 2003, apareceu no curta Kyutai Panic Adventure! (球体パニックアドベンチャー!, Kyutai Panikku Adobencha!) onde ele e o Astro Boy ajudaram Goku a enfrentar o vilão Freeza. Em 2004 foi exibida a sequência Kyutai Panic Adventure Returns! (球体パニックアドベンチャーリターンズ!!!, Kyutai Panikku Adobencha Ritanzu!!!). Dessa vez Luffy enfrentava Enel e recebe a ajuda de Goku. Ao mesmo tempo eles tem de proteger Ryotsu Kankichi, personagem do mangá KochiKame. Luffy aparece na série em live action de One Piece produzida pela Netflix onde é interpretado pelo ator mexicano Iñaki Godoy.
Sendo o protagonista da franquia, Luffy apareceu em todos os jogos licenciados de One Piece e em muitos dos jogos baseados nos personagens da revista Shōnen Jump. No Nintendo DS ele é jogável em Jump Super Stars e sua sequência Jump Ultimate Stars. Em 2006, Luffy se torna jogável em Battle Stadium D.O.N, um crossover entre One Piece, Dragon Ball e Naruto. Em dezembro de 2007, ele, juntamente de Naruto Uzumaki e Goku, aparece como avatar do MMORPG Second Life durante uma exposição da Shōnen Jump chamada Jumpland@Second Life. Ele veio a ser um dos personagens centrais em J-Stars Victory Vs tanto na história do jogo quanto em marketing. Como parte da divulgação do jogo, estátuas em tamanho real de Luffy e Goku brigando foram colocadas em exibição na calçada do prédio Shibuya Parco. Mantendo suas aparições, Luffy é um combatente no mais recente jogo da revista, o Jump Force.
A participação de Luffy em projetos com outras obras também acontece via mangás. Mais uma vez ao lado dos personagens de Dragon Ball, os personagens de One Piece aparecem em Cross Epoch. Na história, Shenlong organiza uma festa do chá e Luffy e Goku chegam atrasados. Também é destaque no one-shot One Piece x Toriko onde ele passeia pela Gourmet Island e encontra Toriko e Komatsu se perguntando qual é o gosto de uma Akuma no Mi. O encontro desses dois mangás também já foi adaptado para anime.
Ao longo dos anos, Luffy foi mencionado em músicas e recebeu as suas próprias. "Wanted!" e "Every-One Peace!" apresentam ele cantando sobre si mesmo, suas aventuras e seu sonho de encontrar o tesouro lendário. Já a canção "A Thousand Dreamers" mostra os Chapéus de Palha cantando enquanto viajam pelo Thousand Sunny após dois anos separados. A tripulação ainda é destaque na música "A-ra-shi: Reborn" da boy band japonesa Arashi. No clipe oficial, a banda e os Chapéus de Palha se aventuram juntos e depois se apresentam em um palco.

## Recepção

### Popularidade
Mesmo após décadas em publicação, Luffy sempre se mostrou o personagem mais popular de One Piece. Ele apareceu em primeiro lugar em todas as votações oficiais de popularidade do mangá feitas com o público japonês. Na pesquisa aberta para fãs de todo o mundo, ele também esteve em primeiro no ranking geral. Em um programa de TV japonês, durante 2017, foi feita uma votação com telespectadores de temática "heróis mais fortes em anime". Luffy foi votado o oitavo do Período Shōwa e o quarto do Período Heisei. Luffy e Goku empataram em primeiro lugar em uma pesquisa sobre o maior herói de anime da Fuji TV. O portal de entretenimento IGN posicionou Luffy em 22º lugar de sua lista Top 25 Personagens de Anime. O grupo The Society for the Promotion of Japanese Animation (SPJA), organizador de eventos e feiras de cultura japonesa nos Estados Unidos, premiou Luffy, em 2008, como o quinto melhor personagem masculino de animes. A técnica Gomu-Gomu no Gatling usada por Luffy ficou em quarto lugar, dentre o público masculino, numa avaliação japonesa sobre os seus golpes favoritos da mangá e da anime.

### Impacto cultural

Estátua de Luffy em Kumamoto, a cidade natal de Eiichiro Oda.

Luffy aparece anualmente no parque Universal Studios Japan para o espetáculo One Piece Premier Show. O show teve sua primeira edição em 2007 e se tornou anual a partir de 2010 e é realizado com pirotecnia, efeitos especiais, acrobacias e projeções 3D. Outras atrações do parque em que Luffy está presente incluem o show One Piece Water Battle e o restaurante Sanji's Pirates Restaurant. Ele e outros personagens da série marcaram presença nas diversas atrações do parque temático Tokyo One Piece Tower até o fechamento do parque em 2020 devido à pandemia de COVID-19. O também já fechado parque da Shōnen Jump, J-WORLD Tokyo, possuia brinquedos e passeios contendo a imagem de Luffy. Uma parceria entre One Piece e o grupo de artistas programadores TeamLab resultou na criação de uma exposição interativa de arte digital chamada Digital Art Island Adventure, sediada em Tóquio. Nessa exposição os visitantes acompanham a batalha de Luffy e os Chapéus de Palha contra um personagem original, o Doutor Bolam. Luffy ainda foi interpretado pelo ator Ichikawa Ennosuke IV na peça de teatro kabuki "Super Kabuki II: One Piece" lançada em 2015. Ela cobre sua história desde a chegada em Sabaody até o final da guerra de Marineford. Uma versão estudantil de Luffy aparece nos comerciais da campanha "Hungry Days" feita pela Nissin para promover seu macarrão instantâneo. Em 2011, Luffy e Goku entregaram o Prêmio International Emmy Awards ao vencedor da categoria "Children and Young People".
Em 2016, Eiichiro Oda ajudou financeiramente na reconstrução da prefeitura de Kumamoto, onde ele nasceu, após ela ter sido atingida por terremotos. Como agradecimento, o governador Ikuo Kabashima iniciou um projeto para construir estátuas de bronze dos Chapéus de Palha por toda a prefeitura. Luffy teve sua estátua localizada na capital, a cidade de Kumamoto. A presença das estátuas movimentou o turismo pela prefeitura. Luffy foi o primeiro personagem de mangá a ter sido capa da revista de moda masculina Men's Non-No, na edição de janeiro de 2010. Suas roupas nessa edição foram confeccionadas pelo estilista Shinichi "Miter" Mita. O time italiano de vôlei Pallavolo Modena (atual Modena Volley) já foi patrocinado pela Toei Animation, estúdio responsável pelo anime de One Piece. Consequentemente os jogadores Pietro Rinaldi e Edoardo Ciabattini tiveram Luffy estampado em seus uniformes durante o período do patrocínio. Luffy foi um dos nove personagens escolhidos pela organização dos jogos olímpicos como um dos embaixadores dos Jogos Olímpicos de Tóquio 2020. Como tal, ele estampa produtos licenciados oficiais das olimpíadas e estrela suas campanhas de marketing. Durante os jogos, o atleta grego Miltiadis Tentoglou fez a pose do Gear Second momentos antes de ganhar a medalha de ouro na modalidade de salto em distância e posteriormente se afirmou como fã de One Piece em uma entrevista.